# 집시 재즈
집시 재즈(Gypsy jazz)는 1930년대에 기타리스트 장고 라인하르트가 시작한 집시의 전통 음악과 스윙 재즈를 융합시킨 음악이다. 집시 스윙(gypsy swing)이라고도한다. 프랑스에 큰 기원이기 때문에 프랑스 이름의 재즈 마누슈 또는 마누슈 재즈(Jazz manouche, Manouche jazz)라고도 불린다.